# Александра Каданцу
Александра Каданцу (на румънски: Alexandra Cadanțu) е румънска тенисистка. Най-високото ѝ класиране в ранглистата за жени на WTA e 65 място (от 30 юли 2012 година), а най-високото ѝ класиране в ранглистата за двойки е 101 място (от 11 юни 2012 година). Неин треньор е Алин Илина.

## Биография
Александра Каданцу е родена на 3 май 1990 година в град Букурещ, Румъния.